# Сокальщина
Сокальщина — українські території у Північній Галичині. Отримали свою назву від міста Сокаля.
Разом з таким землями, як Лемківщина, Підляшшя, Посяння, Равщина, Холмщина, Надсяння та частина цієї предковічно української землі, що відійшла Польщі за договором між СРСР та Польщею у середині ХХ століття, утворює так зване Закерзоння.
Вживається часом на позначення тільки тієї частини Сокальщини, що відійшла Польщі. Також — на позначення Сокальського району.